# Kaffe (Band)
Kaffe (bulgarisch Каффе) ist eine bulgarische Jazz-Pop-Band.

## Werdegang
Die Gruppe hatte einige Radiohits und Musikvideos wie There Again, Isn’t It Love, No More und Instead Of Me.
Als Gewinner des bulgarischen Vorentscheids durfte die Gruppe beim Eurovision Song Contest 2005 in Kiew antreten. Mit dem Popsong Lorraine kamen sie auf Platz 19 im Halbfinale und somit nicht ins Finale.